# Marengo (Indiana)
Marengo est une municipalité située dans le comté de Crawford, dans l’État de l'Indiana, aux États-Unis. Lors du recensement de 2020, elle comptait 829 habitants.